# Ophthalmis pagenstecheri
Ophthalmis pagenstecheri är en fjärilsart som beskrevs av Roeber. 1866. Ophthalmis pagenstecheri ingår i släktet Ophthalmis och familjen nattflyn. Inga underarter finns listade i Catalogue of Life.